# Congrégation de Solesmes

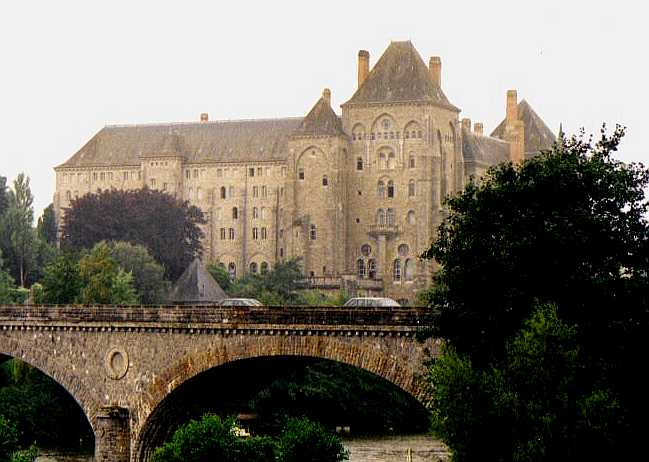
Abtei Saint-Pierre de Solesmes – namengebendes Stammkloster der Französischen Kongregation

Die Kongregation von Solesmes oder Französische Benediktinerkongregation (lat. Congregatio Solesmensis Ordinis Sancti Benedicti) ist eine der zwanzig selbständigen Kongregationen in der Benediktinischen Konföderation.
Gleichzeitig mit der Erhebung des Priorats Saint-Pierre de Solesmes zur Abtei wurde 1837 von Papst Gregor XVI. die „Französische Benediktinerkongregation“ gegründet, die die vormaligen Kongregationen von Cluny, von Saint-Vanne-et-Hydulphe und von Saint-Maur vereinigen sollte.

## Entwicklung

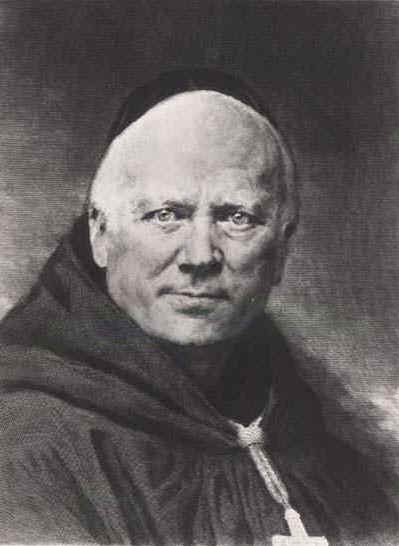
Abt Prosper Guéranger, Initiator der Kongregation

Die neue Kongregation wuchs schnell und konnte von Solesmes aus auch diverse andere Klöster wieder aufkaufen und neu eröffnen, die der Reformation oder der Französischen Revolution zum Opfer gefallen und säkularisiert worden waren: Das Kloster in Ligugé 1853, Marseille 1865, Silos 1880, Wisques 1889, Clervaux 1890, Sainte-Marie (in Paris) 1893, Saint-Wandrille 1894 und Kergonan 1897.
Nachdem der Weiterbestand der Klöster 1901 infolge der französischen Kirchengesetze und der Weigerung der Benediktiner, sich einem französischen Bischof zu unterstellen, unmöglich wurde, mussten die Mönche ins Exil ziehen. Daher gab es verschiedene Klostergründungen der Kongregation außerhalb Frankreichs, etwa Saint-Benoît-du-Lac in Quebec oder Quarr in England.
Nach dem Zweiten Weltkrieg konnten die zurückgekehrten Mönche wieder neue Klöster gründen, darunter die Abtei Fontgombault, von der Tochtergründungen in Afrika und Amerika ausgingen.

## Organisation
Im Jahr 2009 bestand die Kongregation aus insgesamt 31 Häusern: 14 in Frankreich, 4 in Spanien, 1 in Luxemburg, 2 in Großbritannien, 2 in Kanada, 1 in den Niederlanden, 2 in Senegal, 1 in Litauen, 2 in den USA und 2 Priorate in Martinique. Namengebendes Hauptkloster der Kongregation ist die Abtei St. Peter in Solesmes, deren jeweiliger Abt der geborene Präses der Kongregation ist: Seit 2022 Dom Geoffroy Kemlin. Assistent des Abtpräses ist Pater François Diouf, Mönch von Keur-Moussa.
Im Jahr 2024 zählt die Kongregation 554 Mönche und 167 Nonnen (den Ordensnachwuchs ohne Profess mitgezählt). Die letzten Generalkapitel fanden 2019 und 2023 statt.

### Liste der Häuser
(Zahlen von Mai 2009)

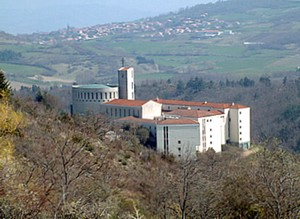
Abbaye de Randol

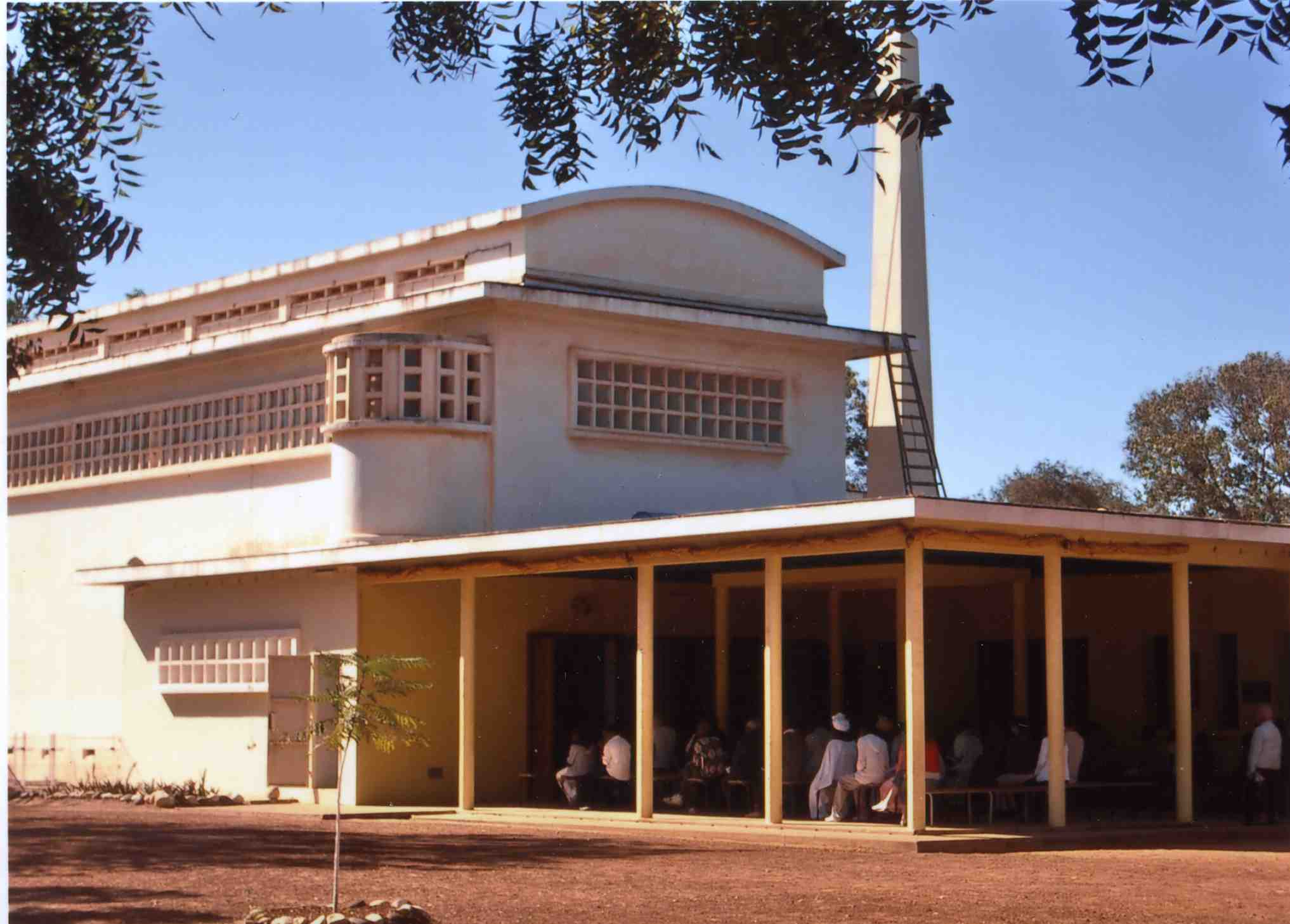
Abtei Keur Moussa im Senegal

- Abbaye Saint-Pierre de Solesmes (1010) 66 Mönche
- Our Lady of the Annunciation of Clear Creek Abbey (1999) (Oklahoma, USA)
- Abbaye de Clervaux (Luxemburg)
- Abbaye Notre-Dame de Donezan (seit 2008, Nachfolgerin der Abtei Gaussan)
- Abtei Fontgombault (1091, wieder ab 1948)
- Monastère Notre-Dame de Ganagobie 18 Mönche
- Abtei Gaussan (1994 bis 2008)
- Abbaye Sainte-Anne de Kergonan (1897) 34 Mönche
- Abbaye Saint-Michel de Kergonan, Schwestern
- Prieuré de Keur Guilaye (Dakar, Senegal), Schwestern
- Abbaye de Keur Moussa (1963) (Senegal) 44 Mönche
- Priorat Sainte-Marie-des-Anges (1977) (Le Carbet, Martinique) 16 Schwestern
- Abbaye de Leyre (Navarra, Spanien) 24 Mönche
- Abbaye Saint-Martin de Ligugé 28 Mönche
- Priorat Notre-Dame de Montserrat de Madrid 8 Mönche, abhängig von Silos
- Prieuré de Palendriai (Kelmė, Litauen) 11 Mönche, abhängig von Solesmes
- Abbaye Sainte-Marie, Rue de la Source, Paris, 7 Mönche (seit 2024 ohne Mönche; kanonische Schließung geplant für 2027)
- Abbaye de Quarr (Île de Wight, England) 11 Mönche
- Abbaye Notre-Dame de Randol (1971)
- Abbaye de Ryde (1882) (Île de Wight, England) 30 Schwestern
- Abbaye de Saint-Benoît-du-Lac (1912) (Québec, Kanada) 47 Mönche
- Abbaye Saint-Wandrille, 50 Mönche
- Abbaye Sainte-Marie-des-Deux-Montagnes (Sainte-Marthe-sur-le-Lac, Québec, Canada) 40 Schwestern
- Priorat Notre-Dame du Mont des Oliviers (Schœlcher, Martinique), abhängig von Solesmes
- Abbaye de Silos (941) (Burgos, Spanien) 30 Mönche
- Abbaye Sainte-Cécile de Solesmes 50 Schwestern
- Abbaye Notre-Dame de Triors (1984)
- Abtei St. Benedictusberg Vaals (1951) (Niederlande) 18 Mönche
- Abbaye de la Sainte-Croix (1958) (Valle de los Caídos, Spanien) 27 Mönche
- Monastère du Cœur Immaculé de Marie de Westfield (Vermont) 17 Schwestern, abhängig von Sainte-Marie-des-Deux-Montagnes
- Abbaye Saint-Paul von Wisques (1889) 24 Mönche
- Abbaye Notre-Dame de Wisques (1889) 30 Schwestern